# Stig Möllerswärd
Stig Mauritz Möllerswärd, även Möllersvärd, född den 5 augusti 1900 i Uppsala, död 10 augusti 1967, var en svensk militär och finlandsfrivillig samt diplomat.

## Biografi

### Militär karriär och Finlandsfrivillig
Möllerswärd, som tillhörde adliga ätten Möllerswärd, var en av de sista att utbildas vid Smålands husarregemente (K 4) under överste Gilbert Hamilton. Redan som ung löjtnant gjorde han sig känd för sin färgstarka personlighet. Efter att ha lämnat Eksjö tjänstgjorde han vid Norrlands dragoner (K 4) och Livregementets husarer (K 3). Möllerswärd var bland de många svenskar som stred frivilligt på den finska sidan under både vinterkriget och fortsättningskriget.
1942 blev Möllerswärd chef för det svenska frivilligkompaniet vid Svirfronten där han gjorde sig känd för att orädd rida längsmed fronten. I december samma år dekorerades han med Frihetskorsets fjärde klass med eklöv för ”visat personligt mod vid avvärjandet av fientliga anfall på sitt avsnitt”. När han lämnade chefskapet 1943 belönades han med Frihetskorsets tredje klass. 
Efter att ha lämnat Finland skrev han till sin gamle chef och vän Gilbert Hamilton i syfte att få till stånd några tyska utmärkelser till de frivilliga svenskarna. Hamilton hade varit frivillig på den tyska sidan under första världskriget och sedermera blivit hedersgeneral i tyska reservarmén. I sitt brev skrev Möllerswärd: 
| ”                  | Det svenska frivilligkompaniet, är som sagt, mycket litet, une quantité négligeable militärt sett, ehuruväl dess tapperhet ofta omvittnas och dess förluster ingalunda äro få, men symboliskt besitter det likväl en viss betydelse såsom ett synligt tecken på, att ”mandom mod och morske män finns i gamla Sverige än” – trots allt. Det vore därför dessa helhjärtade svenska soldater av oskattbart värde, om även bland den lilla svenska truppenhet, som kämpar på Finlands och därmed även på Tysklands sida, detta senare land ville utdela ett antal av den tyska arméns hederstecken. | „ |
| – Stig Möllerswärd | |   |

När Möllerswärd skrev om förluster visste han vad han talade om. Under hans chefskap hade hans bror stupat vid fronten och begravts i Uppsala med militära hedersbetygelser. Brevet resulterade i att tre svenska frivilliga dekorerades med tyska Järnkorset av andra klassen. Sannolikt var det i samband med detta som Möllerswärd själv mottog sitt eget järnkors.

### Medlare och diplomat
Efter hemkomsten till Sverige blev Möllerswärd riddare av Svärdsorden efter 20 år som officer. Han gick snart i FN-tjänst och påbörjade en framgångsrik karriär som både medlare och observatör. Det första uppdraget gick tillsammans med Folke Bernadotte till Palestina som militärrådgivare åren 1948–51, därefter till Kashmir 1951–54, sedan till Korea 1954–56, sedermera åter till Palestina 1956–59 med avstickare till Libanon och slutligen 1960–61 i Kongo bland annat som stabschef hos general Carl von Horn.
Som pensionerad överste återvände Möllerswärd till Jerusalem som Sveriges generalkonsul. Tjänsten var mestadels symbolisk, men Möllerswärd såg ändå till att skaffa sig en diplomatuniform komplett med vita byxor, paradvärja och hatt med strutsplym. Den tidigare så omskrivne Möllerswärd levde ett tillbakadraget liv i Jerusalem men förekom då och då i tidningarna. År 1967 blev Möllerswörd mycket sjuk och förberedde sin hemresa till Sverige där han avled samma år.

## Ordnar och utmärkelser

### Svenska
- Riddare av Svärdsorden,[4][5]
- Mottagare av Smålands husarregementes minnesmedalj,[4][5]

### Utländska
- Finska Frihetskorsets orden av 3:e klass,[4][5]
- Finska Frihetskorsets orden av 4:e klass med eklöv,[4][5]
- Finska Frihetskorsets orden av 4:e klass,[4][5]
- Mottagare av Vinterkrigets minnesmedalj,[4][5]
- Mottagare av Fortsättningskrigets minnesmedalj,[4][5]
- Mottagare av Svenska friviligakorset,[4][5]
- Mottagare av Järnkorset 2:e klass,[4][5]
- Riddare av Heliga gravens orden,[4][5]
- Kommendör av Pro Merito Melitensi orden med svärd,[4][5]

### FN:s medaljer
- Mottagare av FN-medaljen,[4][5]
- Mottagare av FN-medaljen för tjänst i Pakistan,[4][5]
- Mottagare av FN-medaljen för tjänst i Kongo-Léopoldville,[4][5]